# Carlos Alberto Moniz
Carlos Alberto Moniz, (né le 2 août 1948 à Île de Terceira, aux Açores) est un artiste, présentateur, chef d'orchestre, musicien et compositeur portugais. Il est considéré comme l'un des artistes les plus complets de la scène musicale au Portugal. Il a  participé à divers spectacles et tournées au Portugal et à l'étranger avec José Afonso, Adriano Correia de Oliveira et Carlos Paredes, avec qui il a enregistré plusieurs disques.
Il est le père de l'actrice et chanteuse Lúcia Moniz.